# 1936年ベルリンオリンピックのイタリア選手団
1936年ベルリンオリンピックのイタリア選手団（1936ねんベルリンオリンピックのイタリアせんしゅだん）は、1936年8月1日から8月16日にかけてドイツの首都ベルリンで開催された1936年ベルリンオリンピックのイタリア選手団、およびその競技結果。

## 概要
今大会は金メダル8個、銀メダル9個、銅メダル5個の合計22個のメダルを獲得した。

## メダル
| メダル | 選手名                                                                                  | 競技   | 種目                  |
| ------ | --------------------------------------------------------------------------------------- | ------ | --------------------- |
| 金     | トレビゾンダ・ヴァッラ                                                                  | 陸上   | 女子80mハードル       |
| 銀     | マリオ・ランツィ                                                                        | 陸上   | 男子800m              |
| 銀     | オラツィオ・マリアーニ ジャンニ・カルダナ エーリオ・ラーニ トゥッリオ・ゴネッリ         | 陸上   | 男子4×100mリレー      |
| 銀     | セヴェリーノ・リゴーニ ビアンコ・ビアンキ マリオ・ジェンティーリ アルマンド・ラティーニ | 自転車 | 男子4000m団体追い抜き |
| 銅     | ルイージ・ベッカリ                                                                      | 陸上   | 男子1500m             |
| 銅     | ジョルジョ・オーベルウェゲル                                                            | 陸上   | 男子円盤投            |